# Museo degli arazzi fiamminghi
Il museo degli arazzi fiamminghi è un museo della curia di Marsala che espone una serie di arazzi fiamminghi del XVI secolo.

## Storia
Nell'ambito del suo patrimonio storico-artistico, Marsala include, per singolare dono di uno dei suoi figli più illustri, monsignor Antonino Lombardo, già vescovo di Messina, una preziosa serie di otto arazzi fiamminghi del tardo cinquecento; dal punto di vista artistico, per quanto riguarda tale genere produttivo, è la raccolta sicuramente più rilevante per l'Italia, dopo la famosa Battaglia di Pavia di Bernard van Orley del Museo di Capodimonte a Napoli. Si possono ammirare in un piccolo ma suggestivo edificio adiacente alla chiesa madre, cui appartengono. Gli «octo peccia pannorum de razza laborata serico et lana...»(come recita l'atto di donazione del 1589) narrano le principali vicende della conquista di Gerusalemme da parte dei romani Vespasiano e Tito (66-68) secondo il testo del De Bello Judaico – se non proprio letteralmente – dello scrittore ebreo Giuseppe Flavio, che fu anche attivo e determinante protagonista della vicenda bellica e della riappacificazione tra i due popoli. Le dimensioni degli otto teli variano tra i cm. 350x254 e i cm. 350x500. Essi sono tessuti ad alto liccio (cioè in telaio verticale) con elegante intreccio di lane e sete raffinatamente colorate.

## Soggetti
Eccone i soggetti, secondo la successione degli episodi:
- Primo arazzo – Giuseppe Flavio, difensore di Giotapata, esce dalla grotta dove si era rifugiato, dopo la caduta della città ad opera di Vespasiano.
- Secondo arazzo – Agrippa, re di Tiberiade, perora la causa della città minacciata di distruzione di fronte a Vespasiano.
- Terzo arazzo – Vespasiano è indotto ad accettare la nomina a imperatore decretatagli dai soldati alla morte di Nerone.
- Quarto arazzo – Vespasiano imperatore riceve l'omaggio di un re siro.
- Quinto arazzo – Vespasiano fa liberare Giuseppe Flavio dalle catene.
- Sesto arazzo – Combattimento tra il giudeo Gionata e il romano Prisco.
- Settimo arazzo – il sacerdote Gesù di Nabuth offre a Tito, figlio di Vespasiano, due candelieri ed il libro sacro per la ripresa del culto nel tempio di Gerusalemme.
- Ottavo arazzo – Sacrificio di Tito a Yahveh, dio dei Giudei.

## Proprietà e gestione
Il museo è di proprietà della chiesa madre di Marsala, il Duomo di San Tommaso di Canterbury, che ne cura la gestione.

## Intitolazione
Il museo è intitolato e dedicato all'arciprete della città di Marsala e parroco della Chiesa Madre di Marsala - Cattedrale "San Tommaso Becket vescovo di Canterbury, Mons. Andrea Linares, fondatore dell'istituzione e personalità della città di Marsala.